# Oxtjärnen (Nederkalix socken, Norrbotten)
Oxtjärnen är en sjö i Kalix kommun i Norrbotten och ingår i Sangisälven-Kalixälvens kustområde.